# گشتینانا

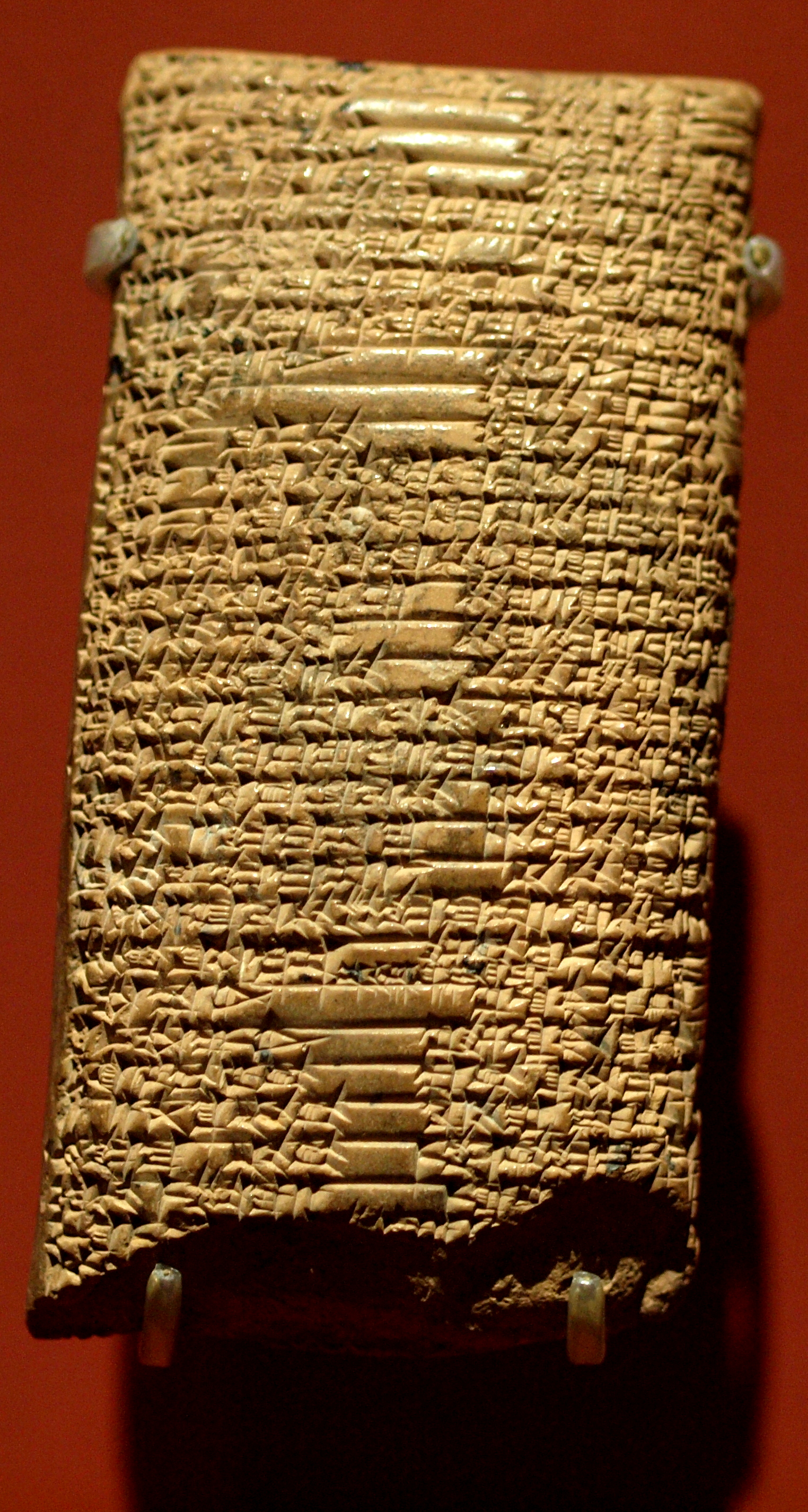
لوح سفالی میان رودانی باستان متعلق به دوره آموریت (حدود ۲۰۰۰–۱۶۰۰ سال پیش از میلاد)، دارای سوگواری مرگ دوموزید.
هم‌اکنون در موزه لوور پاریس نگهداری می‌شود.

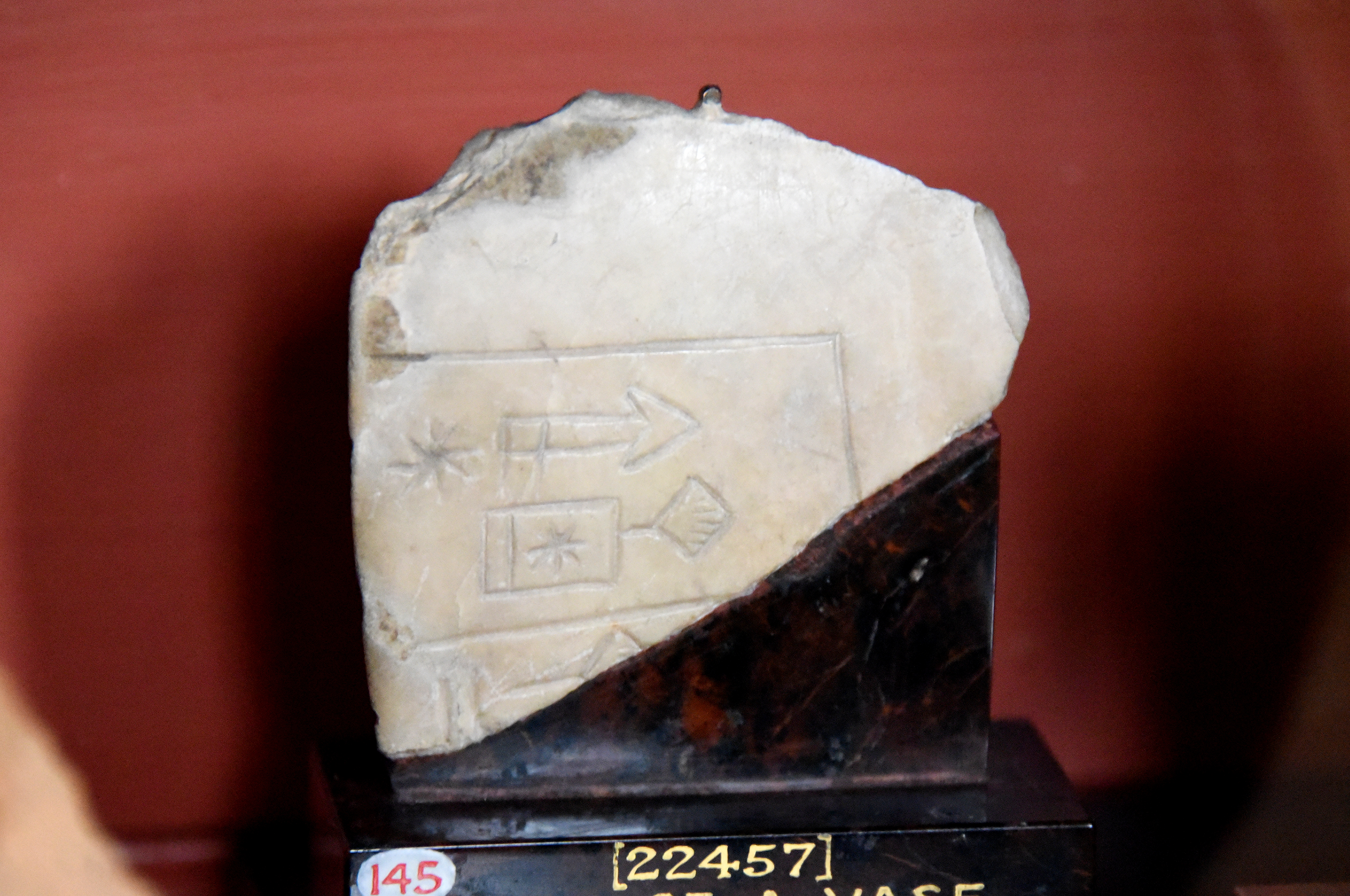
بخشی از یک کاسه مرمر که نام گشتینانا، سومری، ارووک در آن کنده‌کاری شدهع است. هم‌اکنون در موزه بریتانیا نگهداری می‌شود.

گشتینانا (همچنین به نام نگشتین-انا نیز شناخته می‌شود) ایزدبانوی سومری باستان کشاورزی، باروری و خواب است، که اصطلاحاً به «شراب انگور آسمانی» نیز شناخته می‌شود. او خواهر تموز و همسر نینگیشزیدا و همچنین دختر انکی و ارورو است. او به برادرش، دوموزید، هنگامی که اهریمنان گالا در پی او بودند، پناه می‌دهد و پس از آن که اهریمنان برادرش را به ایرکالا بردند، در سوگ مرگ او زاری می‌کند. او سرانجام می‌پذیرد که برادرش باید نیمی از سال را در کور و نیمی دیگر را در کنار اینانا باشد. بر پایه باور سومری‌ها، زمانی که گشتینانا در بهشت و دوموزید در کور هستند، زمین خشک و بایر می‌شود و خود باعث فصل تابستان می‌گردد.

## پرستش
نشانه‌های گشتینانا نخستین بار در نوشته‌های دوره آغازین دودمان ایلیب یافت شدند. کانون اصلی کیش او شهرهای نیپور، ایسین و اوروک بودند. او در دوره اکدی مورد پرستش قرار می‌گرفت، اما به نظر می‌رسد که کیش او در دوران بابل باستان از میان رفته‌است. با این حال، حتی پس از اینکه او دیگر برستیده نمی‌شد، نام او فراموش نشد. او در آثار هنری گوناگونی تا اواخر دوران سلوکیان همچنان وجود دارد.  گشتینانا یک ایزدبانوی مادر شناخته می‌شد و به تعبیر خواب مربوط دانسته می‌شد.  او نیز مانند برادرش دوموزید، خدایی روستایی بود و با گوشه کنار شهر و کشتزارها در ارتباط بود. 

## افسانه‌شناسی

### رؤیای دوموزید
شعر سومری رؤیای دوموزید با بازگویی دوموزید از خواب ترسناکی که دیده بود به گشتینانا آغاز می‌شود. سپس اهریمنان گالا برای دزدین دوموزید می‌آیند تا او را جانشین همسرش اینانا، که توسط انکی، خدای آب سومری، از دنیای زیرین نجات داده شده‌است، به دنیای زیرین بکشند. دوموزید فرار می‌کند و پنهان می‌شود. اهریمنان گالا، گشتینانا را سنگدلانه شکنجه می‌کنند تا او را مجبور به آشکار کردن پنهان‌گاه دوموزید کنند. اما گشتینانا از گفتن اینکه برادرش کجا رفته‌است خودداری می‌کند. گالا به سراغ «دوست» دوموزید می‌رود، که به دوموزید خیانت می‌کند و به گالا جای دقیق پنهان‌گاه دوموزید را می‌گوید. گالا دوموزید را دستگیر می‌کند، اما اوتو، خدای خورشید، که اتفاقاً برادر اینانا نیز است، با تبدیل او به غزال، دوموزید را نجات می‌دهد. سرانجام، گالا دوموزید را دوباره دستگیر کرده و او را به دنیای زیرین می‌کشاند. 

### بازگشت دوموزید
در شعر سومری "بازگشت دوموزید"، جایی که "رویای دوموزید" به پایان می‌رسد، گشتینانا به دلیل مرگ دوموزید، روزها و شبها مدام به همراه اینانا، که ظاهراً نظرش تغییر کرده‌است، و سیرتور، مادر دوموزید، گریه و زاری می‌کننند. این سه زن پیوسته در سوگواری دوموزید هستند تا اینکه مگسی جای شوهر را به اینانا نشان می‌دهد. اینانا و گشتینانا با هم به جایی که مگس به آنها گفته‌است می‌روند. آنها او را در آنجا می‌یابند و اینانا متوجه می‌شود که از این پس، دوموزید نیمی از سال را با او در بهشت و نیمه دیگر سال را با خواهرش ارشکیگال در دنیای زیرین سپری خواهد کرد. 

### کتابشناسی
- Asher-Greve, Julia M.; Westenholz, Joan G. (2013). Goddesses in Context: On Divine Powers, Roles, Relationships and Gender in Mesopotamian Textual and Visual Sources (PDF). ISBN 978-3-7278-1738-0.
- Black, Jeremy A. (2004). "Dumuzid and his sisters". Orientalia. GBPress - Gregorian Biblical Press. 73 (2): 228–234. ISSN 0030-5367. JSTOR 43076899. Retrieved 2022-06-26.
- Black, Jeremy A. (2006). The Literature of Ancient Sumer. Oxford University Press. ISBN 978-0-19-929633-0. Retrieved 2022-06-25.
- Brisch, Nicole (2016), "Geštinanna/Belet-ṣeri (goddess)", Ancient Mesopotamian Gods and Goddesses, Open Richly Annotated Cuneiform Corpus, UK Higher Education Academy
- Delnero, Paul (2020). How To Do Things With Tears. De Gruyter. doi:10.1515/9781501512650. ISBN 978-1-5015-1265-0.
- Edzard, Dietz-Otto (1971), "Geštinanna", Reallexikon der Assyriologie (به آلمانی), retrieved 2022-06-24
- Feliu, Lluís (2003). The god Dagan in Bronze Age Syria. Leiden Boston, MA: Brill. ISBN 90-04-13158-2. OCLC 52107444.
- George, Andrew R. (1993). House most high: the temples of ancient Mesopotamia. Winona Lake: Eisenbrauns. ISBN 0-931464-80-3. OCLC 27813103.
- Katz, Dina (2003). The Image of the Netherworld in the Sumerian Sources. Bethesda, MD: CDL Press. ISBN 1-883053-77-3. OCLC 51770219.
- Krebernik, Manfred (2003). "Drachenmutter und Himmelsrebe? Zur Frühgeschichte Dumuzis und seiner Familie" (PDF).  In Sallaberger, Walther; Volk, Konrad; Zgoll, Annette (eds.). Literatur, Politik und Recht in Mesopotamien: Festschrift für Claus Wilcke (به آلمانی). Wiesbaden: Harrassowitz. ISBN 3-447-04659-7. OCLC 51728225.
- Krebernik, Manfred (2005), "Pardat", Reallexikon der Assyriologie, retrieved 2022-06-23
- Krebernik, Manfred (2014), "Uraš A", Reallexikon der Assyriologie, retrieved 2022-06-23
- Lambert, Wilfred G. (2013). Babylonian creation myths. Winona Lake, Indiana: Eisenbrauns. ISBN 978-1-57506-861-9. OCLC 861537250.
- Schwemer, Daniel (2001). Die Wettergottgestalten Mesopotamiens und Nordsyriens im Zeitalter der Keilschriftkulturen: Materialien und Studien nach den schriftlichen Quellen (به آلمانی). Wiesbaden: Harrassowitz. ISBN 978-3-447-04456-1. OCLC 48145544.
- Selz, Gebhard (1995). Untersuchungen zur Götterwelt des altsumerischen Stadtstaates von Lagaš (به آلمانی). Philadelphia: University of Pennsylvania Museum. ISBN 978-0-924171-00-0. OCLC 33334960.
- Sharlach, Tonia (2017). An Ox of One's Own. Royal Wives and Religion at the Court of the Third Dynasty of Ur. De Gruyter. doi:10.1515/9781501505263. ISBN 978-1-5015-0526-3.
- Weiershäuser, Frauke (2012). "Ĝeštinanna und die Mutter des Šulgi". Organization, Representation, and Symbols of Power in the Ancient Near East (به آلمانی). Penn State University Press. doi:10.1515/9781575066752. ISBN 978-1-57506-675-2.
- Wiggermann, Frans A. M. (1988). "An Unrecognized Synonym of Sumerian sukkal, "Vizier"". Zeitschrift für Assyriologie und Vorderasiatische Archäologie. Walter de Gruyter GmbH. 78 (2). doi:10.1515/zava.1988.78.2.225. ISSN 0084-5299. S2CID 161099846.

- Black, Jeremy; Green, Anthony (1992), Gods, Demons and Symbols of Ancient Mesopotamia: An Illustrated Dictionary, The British Museum Press, ISBN 0-7141-1705-6
- Michael Jordan (2002). Encyclopedia of Gods. Kyle Cathie Limited.
- Richter, T. (2004), Untersuchenungen zu den lokalen Panthea Süd- und Mittelbabyloniens in altbabylonidcher Zeit, vol. 2, Münster, Germany: Ugarit-Verlag
- Wolkstein, Diane; Kramer, Samuel Noah (1983), Inanna: Queen of Heaven and Earth: Her Stories and Hymns from Sumer, New York: Harper & Row Publishers